# Renault Type C

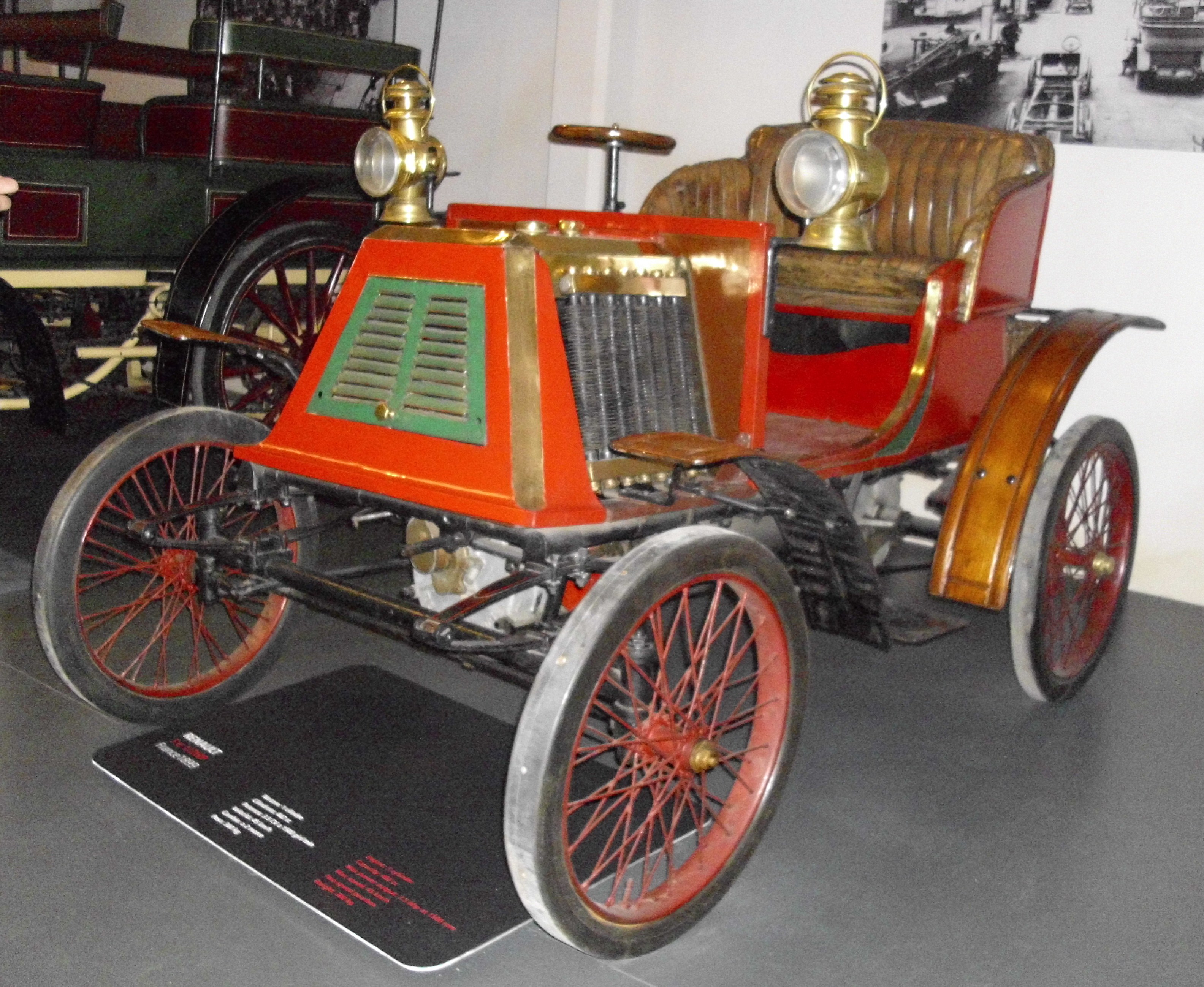
Renault Type C Phaeton (1900)

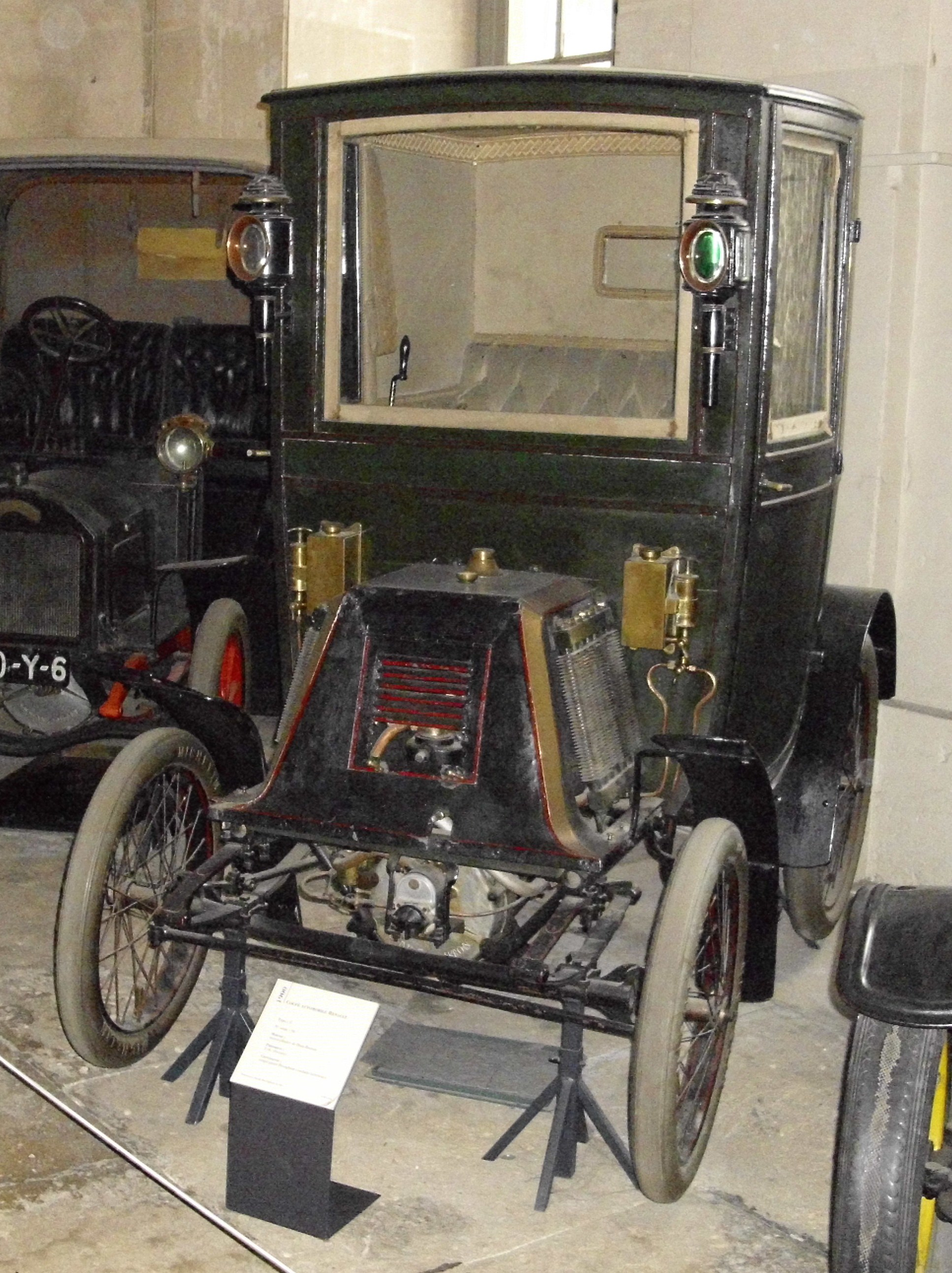
Renault Type C Coupé (1900)

Der Renault Type C war das dritte Personenkraftwagen-Modell von Renault, entworfen von Louis Renault.

## Beschreibung
Bereits im November 1899 wurde über dieses Modell in der Presse berichtet. Die Präsentation fand allerdings erst im April 1900 statt. Gleichzeitig begann die Produktion. Der Type C war das bis dahin größte Modell von Renault und hatte keinen Vorgänger. Gleichzeitig in Produktion befand sich der Renault Type B. Im gleichen Jahr endete die Produktion. Je nach Quelle entstanden 137 oder 179 Fahrzeuge. Nachfolger wurde der Renault Type D.
Ein Einzylindermotor von De Dion-Bouton mit 80 mm Bohrung und 90 mm Hub leistete aus 452 cm³ Hubraum 3 PS. Eine Quelle gibt davon abweichend 80 bis 90 mm Bohrung, 80 bis 110 mm Hub, aber einheitlich 450 cm³ Hubraum an. Dies war der erste wassergekühlte Motor eines Renault. Die Motorleistung wurde über eine Kardanwelle an die Hinterachse geleitet. Die Höchstgeschwindigkeit war mit 30 km/h bis 40 km/h angegeben.
Ein Fahrzeug erhielt einen Einbaumotor von Aster, der ebenfalls 3 PS leistete.
Bei einem Radstand von 150 cm war das Fahrzeug 240 cm lang, 120 cm breit und 145 cm hoch. Das Leergewicht betrug zwischen 400 kg und 450 kg. Zur Wahl standen zweisitziger Phaeton mit und ohne hinterem Notsitz, Tonneau, Coupé mit hinterem Notsitz und Kastenwagen.
Der Neupreis betrug 4500 Franc für den Phaeton.
Gelenkt wurden die meisten Fahrzeuge mit einem senkrecht stehenden Lenkhebel. Einige Fahrzeuge erhielten ebenso wie die folgenden Modelle eine leicht schräg stehende Lenksäule mit Lenkrad.
Die Herren Schrader und Oury starteten am 28. April 1900 mit einem Aster-motorisierten Type C zu einer 5000 Kilometer langen Reise durch Frankreich.
Das Auktionshaus Bonhams versteigerte am 2. November 2012 einen Tonneau für 68.991 Euro.